# Чувство кворума
Чувство кворума (англ. quorum sensing) — способность регуляции экспрессии генов микроорганизмов (в основном, бактерий) в ответ на колебания плотности клеточной популяции. Чувство кворума основано на производстве и восприятии химических сигнальных молекул, которые называются аутоиндукторами, концентрация которых изменяется в зависимости от количества окружающих клеток.
Грамположительные и грамотрицательные бактерии используют метаболические сети с использованием чувства кворума для регуляции физиологической активности: симбиоза, вирулентности, конъюгации, продукции антибиотиков, подвижности, спорообразования и образования биоплёнок. 

## История открытия
Чувство кворума впервые было обнаружено и описано в 1979 году Кеннетом Нилсоном и Джоном Хастингсом у двух светящихся видов морских бактерий, Vibrio fischeri и Vibrio harveyi. Было обнаружено, что испускание света бактериями происходит только при высокой плотности клеточной популяции в ответ на специфические аутоиндукторы. 
До исследований Эверетта Гринберга, связь между бактериями в основном не признавалась микробиологами: каждая бактерия рассматривалась как отдельная клетка с независимым от других поведением. Его исследования описали механизм взаимодействия бактерий друг с другом; в 1994 году Гринберг совместно с коллегами предложил термин чувство кворума — процесс связи между бактериями.
На июнь 2015 Гринберг — профессор Вашингтонского Университета, и его лаборатория  проводит исследования чувства кворума и биоплёнок.
За открытие чувства кворума Гринбергу совместно с Бонни Басслер была присуждена в 2015 году Премия Шао.

## Назначение чувства кворума
Назначение чувства кворума — координировать определённое поведение или действия между бактериями того же вида или подвида в зависимости от плотности их населения. Например, оппортунистические патогенные бактерии Pseudomonas aeruginosa могут размножаться в пределах хозяина без ущерба для последнего, пока они не достигают определённой концентрации. Но они становятся агрессивными, когда их число становится достаточным, чтобы преодолеть иммунную систему хозяина, приводя к развитию болезни. Для того чтобы сделать это, бактериям необходимо сформировать биоплёнки на поверхности тела хозяина. Возможно, что терапевтическая ферментативная деградация сигнальных молекул предотвращает образование таких биоплёнок. Разрушение сигнального процесса таким образом — подавление чувства кворума.

## Роль чувства кворума у некоторых организмов
Чувство кворума впервые наблюдалось у бактерии Vibrio fischeri, биолюминецсентной бактерии, живущей как симбионт в световых органах одного из видов гавайских кальмаров. Когда клетки Vibrio fischeri живут свободно, автоиндукторы находятся в низкой концентрации, и поэтому клетки не люминесцирующие. В световом органе кальмара (фотофоры) они чрезвычайно сконцентрированы (около 1011 клеток/мл), и поэтому индуцируется транскрипция люциферазы, приводя к биолюминесценции.
Процессы, которые регулируются или частично регулируются чувством кворума на основе AI-2 у кишечной палочки, включают деление клетки. У других видов, например — Pseudomonas aeruginosa (синегнойная палочка), связанные с чувством кворума процессы включают развитие биоплёнок, производство экзополисахаридов и агрегацию клеток. Обнаружено, что AI-2 увеличивает экспрессию гена sdiA, регулятора транскрипции промотора, регулирующего ген ftsQ, часть оперона ftsQAZ, важного для деления клетки.
Streptococcus pneumoniae (пневмококк) использует чувство кворума, чтобы сделать клетки компетентными. Это может быть важным для увеличения количества мутаций в условиях перенаселения, когда возникает необходимость колонизации новых окружений.